# Uwe Poppe
Uwe Poppe (* 25. Mai 1963 in Leipzig) ist ein deutscher Schauspieler.

## Leben
Nach einer Ausbildung zum Werkzeugmacher machte Uwe Poppe 1983 sein Abitur in Freiberg an der ABF. Während eines Maschinenbaustudiums an der TU Dresden kam er mit Manuel Schöbel in Berührung, was zur Folge hatte, dass er zum Schauspielstudium an die Hochschule für Schauspielkunst Berlin wechselte. Nach einem sieben Jahre währenden Festengagement am Gerhart-Hauptmann-Theater in Zittau wechselte er nach Berlin. Uwe Poppe begründete 2004 die Theater-Kompanie Theaterbogen.
Seit dem Jahr 1995 ist Poppe in  Film- und Fernsehproduktionen zu sehen.
Uwe Poppe ist mit der Schauspielerin Susanne Heubaum verheiratet und hat zwei Kinder.

## Engagements
- Gerhart-Hauptmann-Theater Zittau
- ST Dresden
- Schloßparktheater Berlin
- Stadttheater Köpenick
- Hebbeltheater
- Theaterforum Kreuzberg
- Theater AKUD Berlin

## Filmografie (Auswahl)
- 1995: Freunde
- 1997: K
- 2001: Tatort – Der lange Arm des Zufalls (Fernsehreihe)
- 2001: Tatort – Tot bist du!
- 2007: Caspar David Friedrich – Gedankenmaler der Romantik (Dokumentarfilm)
- 2008: Armer schwarzer Kater (Kurzfilm)
- 2008: Der Lacher (Kurzfilm)
- 2008: Unter Strom
- 2009: Mein Leben – Marcel Reich-Ranicki
- 2010: Gewaltfrieden (Fernsehfilm)
- 2010: Zurück zum Glück (Fernsehfilm)
- 2010: Kein Applaus (Kurzfilm)
- 2010: SOKO Wismar – Kurzschluss (Fernsehserie, Episodenhauptrolle)
- 2011: Marie Brand und die letzte Fahrt (Fernsehfilm)
- 2011: Europas letzter Sommer
- 2012: Zwischen den Zeilen (Fernsehserie)
- 2013: Tatort – Gegen den Kopf

## Auszeichnungen
- 2008: Mini Movie Channel Award
- 2008: Friedrich-Wilhelm-Murnau-Preis